# Jürgen Kocka
Jürgen Kocka (* 19. dubna 1941, Hejnice) je německý historik.

## Život
Vyučuje na vysoké škole a v letech 2001 až 2007 působil jako prezident berlínského Social Science Research Center a před tím (mezi roky 1992 a 1996) vedl postupimské Centrum pro soudobé dějiny, jež roku 1992 sám založil. Od roku 2008 je viceprezidentem Berlínsko–braniborské akademie věd a humanismu. Patří k hlavním postavám nové sociální historie, především Bielefeldské školy. Své odborné bádání zaměřil jednak na výzkum a historii zaměstnanců ve velkých německých a amerických firmách a jednak na historii evropské buržoazie. Ovlivněn metodami Ernesta Lambrousseho se snaží o analýzu společenských procesů německé společnosti pohledem modernizace, industrializace a vytváření moderní Evropy.

## Ocenění
Za své působení získal několik ocenění:
- 1992: Gottfried Wilhelm Leibniz Prize
- 2005: Bochumer Historikerpreis
- 2011: Holberg International Memorial Prize

## Dílo
Výběr z Kockova díla:
- Kocka J., „Entrepreneurs and Management in German Industrialization,“ in The Cambridge Economic History of Europe, vol. 7, pt. 1, ed. P. Mathias and M. M. Postan ( Cambridge, England, 1978), 492–589, 709–27, 769–77. Originally published as Unternehmer in der deutschen Industrialisierung (Göttingen, 1975).
- Kocka J., White Collar Workers in America 1890–1940. A Social Political History in International Perspective (London-Beverly Hills: SAGE, 1980).
- Kocka J., „Capitalism and Bureaucracy in German Industrialization before 1914,“ Economic History Review, 2nd series, 33 (1981): 453–468.
- Kocka J., „Class Formation, Interest Articulation and Public Policy: the Origins of the German White Collar Class in the Late Nineteenth and Early Twentieth Centuries,“ in Organizing Interests in Western Europe: pluralism, corporatism, and the transformation of politics, ed. S. Berger (Cambridge, England, 1988), 63–81.
- Kocka J., „Problems of Working-Class Formation in Germany: The Early Years, 1800–1875,“ in Working-Class Formation. Nineteenth- Century Patterns in Western Europe and the United States
- Kocka, Jürgen & A. Mitchell, eds. (1993). Bourgeois Society in Nineteenth-century Europe.
- Kocka J., and A. Mitchell, eds., Bourgeois Society in Nineteenth Century Europe ( Oxford, 1993).
- Kocka J., „New Trends in Labour Movement Historiography: A German Perspective,“ International Review of Social History 42 (1997): 67–78.
- Kocka J., „Asymmetrical Historical Comparison: the Case of the German 'Sonderweg',“ History and Theory 38 (1999): 40–51.
- Kocka, Jürgen. (1999) Industrial Culture and Bourgeois Society. Business, Labor, and Bureaucracy in Modern Germany. (New Yoek: Berghahn Books) online
- Kocka, Jürgen. „Civil Society: Some remarks on the career of a concept,“ in: E. Ben-Rafael, Y. Sternberg (eds.): Comparing Modernities, pp. 141–148.
- Kocka, Jurgen. „Losses, Gains and Opportunities: Social History Today,“ Journal of Social History, Volume 37, Number 1, Fall 2003, pp. 21–28

V  němčině:
- Kocka J., „Industrielles Management: Konzeptionen und Modelle in Deutschland vor 1914,“ Vierteljahrschrift für Sozial- und Wirtschaftsgeschichte 61 (1969): 332–72
- Kocka J., Unternehmensverwaltung und Angestelltenschaft am Beispiel Siemens 1847–1914. Zum Verhältnis von Kapitalismus und Bürokratie in der deutschen Industrialisierung (Stuttgart, 1969).
- Kocka J., „Sozialgeschichte – Strukturgeschichte – Gesellschaftsgeschichte,“ Archiv für Sozialgeschichte 15 (1975): 1–42.
- Kocka J., Klassengesellschaft im Krieg. Deutsche Sozialgeschichte 1914–1918 [ Facing Total War. German Society 1914–1918 (2nd ed., Göttingen, 1978).
- Kocka J., et al., Familie und soziale Plazierung (Opladen, 1980).
- Kocka J., Die Angestellten in der deutschen Geschichte 1850–1980: Vom Privatbeamten zum angestellten Arbeitnehmer (Göttingen, 1981).
- Kocka J., ed., Arbeiter und Bürger im 19. Jahrhundert. Varianten ihres Verhältnisses im europaltaäischen Vergleich (Munich, 1986).
- Kocka J., Arbeitsverhältnisse und Arbeiterexistenzen. Grundlagen der Klassenbildung im 19. Jahrhundert (Bonn, 1990).
- Kocka J., Weder Stand noch Klasse. Unterschichten um 1800 (Bonn, 1990).
- Kocka J., ed., Bürger und Bürgerlichkeit im 19. Jahrhundert (Göttingen, 1987).
- Kocka J., and U. Frevert, eds., Bürgertum im 19. Jahrhundert. Deutschland im europäischen Vergleich, (3 vols. Munich, 1988); rev. ed.: Kocka J., ed., Bürgertum im 19. Jahrhundert, (3 vols. Göttingen, 1995).